# Tortula cavallii
Tortula cavallii là một loài rêu trong họ Pottiaceae. Loài này được G. Negri mô tả khoa học đầu tiên năm 1908.